# Hans Kreysing
Hans Kreysing (Gottinga, 17 agosto 1890 – Oldenburg, 14 aprile 1969) è stato un generale tedesco della seconda guerra mondiale.

## Biografia
Dopo essersi diplomato al liceo, Kreysing si unì al 10º battaglione di cacciatori di stanza a Goslar nel 1909. Durante la prima guerra mondiale combatté in Alto Adige, in Serbia ed al confine con la Grecia. Nel 1916 venne gravemente ferito mentre si trovava a capo di una compagnia di cacciatori nella battaglia di Verdun. Il 27 gennaio 1918, venne promosso capitano. Dal 27 ottobre 1918, guidò il 10º battaglione di cacciatori in riserva. Dopo l'armistizio, divenne dal 15 ottobre 1919 comandante del "Volverser Hannoversche Jägerbataillon" (detto anche "Freikorps §Kirchheim").
Nel 1920 entrò a far parte del Reichswehr e divenne comandante della 6ª compagnia del 17º reggimento di fanteria e dal 1º aprile 1929 operò come aiutante del comandante di Opole. Il 1º febbraio 1931, Kreysing venne promosso maggiore e il 1º gennaio 1934 venne posto al comando di III battaglione del 16º reggimento di fanteria di stanza a Oldenburg. Promosso tenente colonnello il 1º luglio 1934, il 15 ottobre 1935 subentrò al comando del 1º battaglione a Brema. Dopo essere stato promosso colonnello il 1º agosto 1936, fu infine nominato comandante del reggimento il 6 ottobre 1936.
All'inizio della seconda guerra mondiale, prese parte alla campagna polacca. Per una missione aviotrasportata nell'area di Waalhaven nei Paesi Bassi, gli fu assegnata la croce di cavaliere della Croce di Ferro come comandante del 16º reggimento di fanteria. Il 1º luglio 1940 venne promosso maggiore generale e il 23 ottobre 1940 venne nominato comandante della 3ª divisione di fanteria da montagna. Nel 1941 la 3ª divisione fu spostata sul fronte orientale e poi su quello artico, combattendo dapprima a Leningrado e poi a Millerowo, dove riuscì a sfondare diverse divisioni sovietiche (motivo per cui gli vennero assegnate le fronde di quercia sulla croce di ferro) e venne nominato comandante generale del XVII corpo d'armata. Seguirono pesanti combattimenti nei Carpazi, in Romania ed in Ungheria. Il 1º novembre 1943 Kreysing venne promosso generale della fanteria di montagna ed il 28 dicembre durante la battaglia di Budapest gli fu dato il comando dell'VIII armata, che fu respinta nella sezione di Hron.
Dopo la capitolazione dell'8 maggio 1945, si recò dalla Moravia meridionale a Gottinga in una marcia di 24 giorni e venne fatto prigioniero dagli inglesi. Dopo la sua liberazione nel 1948, Kreysing si impegnò come volontariato nella Croce Rossa tedesca e, insieme a sua moglie Ilse Kreysing, gestì la pensione "Villa Ilse" sull'isola di Norderney, nel Mare del Nord, nella regione della Frisia orientale.